# Mae Whitman
Mae Margaret Whitman (Los Angeles, 1988. június 9. –) amerikai színésznő.

## Élete és pályafutása
Whitman már gyermekkorában reklámokban kezdett szerepelni.

## Filmográfia

### Film
| Év   | Magyar cím                                 | Eredeti cím                                  | Szerep                            | Magyar hang        |
| ---- | ------------------------------------------ | -------------------------------------------- | --------------------------------- | ------------------ |
| 1994 | Ha a férfi igazán szeret                   | When a Man Loves a Woman                     | Casey Green                       | Molnár Ilona       |
| 1995 | Viszlát család, viszlát szerelem!          | Bye Bye Love                                 | Michele                           |                    |
| 1996 | A függetlenség napja                       | Independence Day                             | Patricia Whitmore                 | Szőnyi Juli        |
| 1996 | Szép kis nap!                              | One Fine Day                                 | Maggie Taylor                     | Mánya Zsófi        |
| 1998 | Démoni csapda                              | The Gingerbread Man                          | Libby Magruder                    | Mánya Zsófi        |
| 1998 | Démoni csapda                              | The Gingerbread Man                          | Libby Magruder                    | Czető Zsanett      |
| 1998 | Majd elválik!                              | Hope Floats                                  | Bernice Pruitt                    | Bogdányi Titanilla |
| 1999 | Száncsengő                                 | Jingle Bells                                 | Beth (hangja)                     |                    |
| 1999 | Mickey egér – Volt egyszer egy karácsony   | Mickey's Once Upon a Christmas               | kislány (hangja)                  | Czető Zsanett      |
| 2001 | Amerikai rapszódia                         | An American Rhapsody                         | Maria (10 évesen)                 | Deáki Mercédesz    |
| 2002 | A Thornberry család – A mozifilm           | The Wild Thornberrys Movie                   | iskolás lány (hangja)             |                    |
| 2003 | A dzsungel könyve 2.                       | The Jungle Book 2                            | Shanti (hangja)                   |                    |
| 2004 | Stréber                                    | Teacher's Pet                                | Leslie (hangja)                   |                    |
| 2005 |                                            | Going Shopping                               | Coco                              |                    |
| 2006 |                                            | The Bondage                                  | Angelica                          |                    |
| 2006 | A szerelem örök                            | Love's Abiding Joy                           | Colette Doros                     |                    |
| 2007 |                                            | Boogeyman 2                                  | Alison                            |                    |
| 2008 | Csingiling                                 | Tinker Bell                                  | Csingiling (hangja)               |                    |
| 2008 | Éjjel a parton                             | Nights in Rodanthe                           | Amanda Willis                     | Csifó Dorina       |
| 2009 | Vakáció a szigeten                         | Spring Breakdown                             | Lydia                             |                    |
| 2009 | Csingiling és az elveszett kincs           | Tinker Bell and the Lost Treasure            | Csingiling (hangja)               | Kardos Eszter      |
| 2010 | Családi kincs, ami nincs                   | Barry Munday                                 | Candice                           |                    |
| 2010 | Scott Pilgrim a világ ellen                | Scott Pilgrim vs. the World                  | Roxanne "Roxie" Richter           | Solecki Janka      |
| 2010 | Csingiling és a nagy tündérmentés          | Tinker Bell and the Great Fairy Rescue       | Csingiling (hangja)               | Kardos Eszter      |
| 2011 |                                            | The Factory                                  | Abby Fletcher                     |                    |
| 2011 | Csingiling és a nagy verseny (rövidfilm)   | Pixie Hollow Games                           | Csingiling (hangja)               |                    |
| 2012 | Csingiling: A szárnyak titka               | Secret of the Wings                          | Csingiling (hangja)               |                    |
| 2012 | Egy különc srác feljegyzései               | The Perks of Being a Wallflower              | Mary Elizabeth                    | Bogdányi Titanilla |
| 2013 |                                            | Pixie Hollow Bake Off (rövidfilm)            | Csingiling (hangja)               |                    |
| 2014 | Csingiling és a kalóztündér                | The Pirate Fairy                             | Csingiling (hangja)               | Kardos Eszter      |
| 2014 | Csingiling és a Soharém legendája          | Tinker Bell and the Legend of the NeverBeast | Tinker Bell                       | Kardos Eszter      |
| 2015 |                                            | The DUFF                                     | Bianca Piper                      |                    |
| 2015 |                                            | Freaks of Nature                             | Jenna Zombie                      |                    |
| 2016 | Rock csont                                 | Rock Dog                                     | Darma (hangja)                    | Törőcsik Franciska |
| 2016 | Tini szuperhősök – Az év hőse              | DC Super Hero Girls: Hero of the Year        | Barbara Gordon / Batgirl (hangja) | Berkes Boglárka    |
| 2016 |                                            | Operator                                     | Emily Klein                       |                    |
| 2017 |                                            | Bernard and Huey                             | Zelda                             |                    |
| 2017 | Bukós szakasz                              | CHiPs                                        | Beebee                            | Berkes Boglárka    |
| 2017 | Tini szuperhősök – Intergalaktikus játékok | DC Super Hero Girls: Intergalactic Games     | Barbara Gordon / Batgirl (hangja) |                    |
| 2018 | Állati show                                | A Dog and Pony Show                          | Dede (hangja)                     |                    |
| 2018 |                                            | Duck Butter                                  | Ellen                             |                    |
| 2018 |                                            | DC Super Hero Girls: Legends of Atlantis     | Barbara Gordon / Batgirl (hangja) |                    |
| 2020 | Lány a völgyből                            | Valley Girl                                  | Jack                              |                    |

### Televízió
| Év        | Magyar cím                                               | Eredeti cím                              | Szerep                                                   | Megjegyzések                                                                |
| --------- | -------------------------------------------------------- | ---------------------------------------- | -------------------------------------------------------- | --------------------------------------------------------------------------- |
| 1995      |                                                          | Degree of Guilt                          | Elena Argos                                              | tévéfilm                                                                    |
| 1995      |                                                          | Naomi & Wynonna: Love Can Build a Bridge | Ashley Judd fiatalon                                     | tévéfilm                                                                    |
| 1996      |                                                          | After Jimmy                              | Rosie                                                    | tévéfilm                                                                    |
| 1996      |                                                          | Duckman: Private Dick/Family Man         | Baby Rose (hangja)                                       | 1 epizód                                                                    |
| 1996      | A kiválasztott – Az amerikai látnok                      | Early Edition                            | Amanda Bailey                                            | 1 epizód                                                                    |
| 1996      | Jóbarátok                                                | Friends                                  | Sarah Tuttle                                             | 1 epizód                                                                    |
| 1996      | Micsoda rajzfilm!                                        | What a Cartoon!                          | Little Suzy (hangja)                                     | 1 epizód                                                                    |
| 1996–1999 | Chicago Hope kórház                                      | Chicago Hope                             | Sara Wilmette                                            | 17 epizód                                                                   |
| 1997      | Superman: A rajzfilmsorozat                              | Superman: The Animated Series            | Lois Lane fiatalon (hangja)                              | 1 epizód                                                                    |
| 1997      |                                                          | Merry Christmas, George Bailey           | Zuzu Bailey                                              | tévéfilm                                                                    |
| 1997–2004 | Johnny Bravo                                             | Johnny Bravo                             | kis Susie / egyéb hangok                                 | 52 epizód                                                                   |
| 1998–2001 | JAG – Becsületbeli ügyek                                 | JAG                                      | Chloe Madison                                            | 8 epizód                                                                    |
| 1999      |                                                          | Invisible Child                          | Rebecca 'Doc' Beeman                                     | tévéfilm                                                                    |
| 1999      | Amynek ítélve                                            | Judging Amy                              | Darcy Mitchell                                           | 1 epizód                                                                    |
| 1999      |                                                          | Providence                               | Frances Carlyle                                          | 2 epizód                                                                    |
| 1999      | Csodák ideje                                             | A Season for Miracles                    | Alanna 'Lani' Thompson                                   | tévéfilm                                                                    |
| 2000–2002 | Tanárok kedvence                                         | Teacher's Pet                            | Leslie Dunkling (hangja)                                 | 5 epizód                                                                    |
| 2000      |                                                          | Godzilla: The Series                     | Meg (hangja)                                             | 1 epizód                                                                    |
| 2000      | A Thornberry család                                      | The Wild Thornberrys                     | Antoinette (hangja)                                      | 1 epizód                                                                    |
| 2001      |                                                          | Max Steel                                | Jo (hang)                                                | 1 epizód                                                                    |
| 2001      | Jackie Chan kalandjai                                    | Jackie Chan Adventures                   | egyéb szereplők hangja                                   | 1 epizód                                                                    |
| 2001–2002 |                                                          | State of Grace                           | Emma Grace McKee                                         | 40 epizód                                                                   |
| 2002      |                                                          | Presidio Med                             | Tory Redding                                             | 1 epizód                                                                    |
| 2002      |                                                          | The Zeta Project                         | Amy (hangja)                                             | 1 epizód                                                                    |
| 2002–2004 |                                                          | Fillmore!                                | egyéb szereplők hangja                                   | 7 epizód                                                                    |
| 2004      | Döglött akták                                            | Cold Case                                | Eve Kendall                                              | 1 epizód                                                                    |
| 2004      | CSI: A helyszínelők                                      | CSI: Crime Scene Investigation           | Glynnis Carson                                           | 1 epizód                                                                    |
| 2004      |                                                          | Century City                             | Erin Pace                                                | 1 epizód                                                                    |
| 2004–2013 | Az ítélet: család                                        | Arrested Development                     | Ann Veal                                                 | 16 epizód                                                                   |
| 2005      | A vidám manók karácsonya                                 | The Happy Elf                            | Molly (hangja)                                           | tévéfilm                                                                    |
| 2005–2007 | Amerikai sárkány                                         | American Dragon: Jake Long               | Rose / Huntsgirl (hangja)                                | 19 epizód                                                                   |
| 2005–2008 | Avatár – Aang legendája                                  | Avatar: The Last Airbender               | Katara (hangja)                                          | főszereplő                                                                  |
| 2006      |                                                          | Thief                                    | Tammi Deveraux                                           | 6 epizód                                                                    |
| 2006      | Született feleségek                                      | Desperate Housewives                     | Sarah                                                    | 1 epizód (Gáncsoskodók)                                                     |
| 2006      | Jesse Stone: Halál a paradicsomban                       | Jesse Stone: Death in Paradise           | Emily Bishop                                             | tévéfilm                                                                    |
| 2006      | Phil a jövőből                                           | Phil of the Future                       | síró lány                                                | 1 epizód                                                                    |
| 2007      | Igazság                                                  | Justice                                  | Jenny Marshall                                           | 1 epizód                                                                    |
| 2007      | A Grace klinika                                          | Grey's Anatomy                           | Heather Douglas                                          | 2 epizód                                                                    |
| 2007      |                                                          | Lost in the Dark                         | Amy Tolliver                                             | tévéfilm                                                                    |
| 2007      | Szellemekkel suttogó                                     | Ghost Whisperer                          | Rachel Fordham                                           | 1 epizód                                                                    |
| 2007      | Vészhelyzet                                              | ER                                       | Heather                                                  | 1 epizód                                                                    |
| 2007      |                                                          | The Modifyers                            | Xero ügynök / Lacey Shadows                              | rövidfilm                                                                   |
| 2008      | Esküdt ellenségek: Különleges ügyosztály                 | Law & Order: Special Victims Unit        | Cassidy Cornell/Helen Braidwell                          | 1 epizód                                                                    |
| 2008      |                                                          | Good Behavior                            | Roxy West                                                | próbaepizód                                                                 |
| 2008–2010 | In Treatment – A terapeuta                               | In Treatment                             | Rosie Weston                                             | 5 epizód                                                                    |
| 2008–2019 | Family Guy                                               | Family Guy                               | egyéb szereplők hangja                                   | 35 epizód                                                                   |
| 2009      |                                                          | Acceptance                               | Taylor Rockefeller                                       | tévéfilm                                                                    |
| 2009      | Gyilkos elmék                                            | Criminal Minds                           | Julie                                                    | 1 epizód                                                                    |
| 2009      |                                                          | Glenn Martin, DDS                        | amish lány / tini a lakókocsiparkban (hangja)            | 2 epizód                                                                    |
| 2009–2010 | A Cleveland-show                                         | The Cleveland Show                       | egyéb szereplők hangja                                   | 2 epizód                                                                    |
| 2010      | Batman: A bátor és a vakmerő                             | Batman: The Brave and the Bold           | Barbara Gordon (hangja)                                  | 2 epizód                                                                    |
| 2010      | Jesse Stone: A maffiafőnök nyomában                      | Jesse Stone: No Remorse                  | Emily Bishop                                             | tévéfilm                                                                    |
| 2010–2015 | Vásott szülők                                            | Parenthood                               | Amber Holt                                               | - 103 epizód - magyar hangja: - Tornyi Ildikó                               |
| 2011–2022 | Robotcsirke                                              | Robot Chicken                            | több szereplő hangja                                     | 1 epizód                                                                    |
| 2012      | Nancy ül a fűben                                         | Weeds                                    | Tula                                                     | 1 epizód                                                                    |
| 2012–2017 | A Tini Nindzsa Teknőcök                                  | Teenage Mutant Ninja Turtles             | April O'Neil / egyéb szereplők hangja                    | 92 epizód                                                                   |
| 2012–2018 | Sárkányok                                                | DreamWorks Dragons                       | Heather (hangja)                                         | 36 epizód                                                                   |
| 2012–2022 | Az igazság ifjú ligája                                   | Young Justice                            | Cassie Sandsmark / Wonder Girl, Stephanie Brown (hangja) | 14 epizód                                                                   |
| 2013      | Web-terápia                                              | Web Therapy                              | Blair Yellin                                             | - 3 epizód - magyar hangja: - Bogdányi Titanilla                            |
| 2013      |                                                          | Masters of Sex                           | páciens                                                  | 1 epizód                                                                    |
| 2013–2019 | Amerikai fater                                           | American Dad!                            | Glitter / Zooey / egyéb szereplők hangja                 | 4 epizód                                                                    |
| 2014      | Kertvárosba száműzve                                     | Suburgatory                              | Caris                                                    | 1 epizód                                                                    |
| 2014      |                                                          | AJ's Infinite Summer                     | Morgan / recepciós (hangja)                              | próbaepizód                                                                 |
| 2015–2018 | Sárkányok: Irány az ismeretlen!                          | Dragons: Race to the Edge                | Heather (hangja)                                         | 35 epizód                                                                   |
| 2015–2018 | DC Super Hero Girls: Tini szuperhősök                    | DC Super Hero Girls                      | Barbara Gordon / Batgirl (hangja)                        | 54 epizód                                                                   |
| 2016      | DC Super Hero Girls: Tini szuperhősök – A Szuperhős Gimi | DC Super Hero Girls: Super Hero High     | Barbara Gordon / Batgirl (hangja)                        | tévéfilm                                                                    |
| 2016      | Szívek szállodája: Egy év az életünkből                  | Gilmore Girls: A Year in the Life        | Marcy                                                    | 1 epizód                                                                    |
| 2016–2019 | Tömény történelem                                        | Drunk History                            | önmaga / Lyudmila Pavlichenko                            | 3 epizód                                                                    |
| 2017      | Voltron: A legendás védelmező                            | Voltron: Legendary Defender              | Plaxum (hangja)                                          | 1 epizód                                                                    |
| 2017      | 104-es szoba                                             | Room 104                                 | Liza                                                     | - 1 epizód - magyar hangja: - Bogdányi Titanilla                            |
| 2017      | Hormonokkal túlfűtve                                     | Big Mouth                                | Tallulah Levine (hangja)                                 | 1 epizód                                                                    |
| 2018–2021 | Cseles csajok                                            | Good Girls                               | Annie Marks                                              | főszereplő                                                                  |
| 2020–2023 | A bagolyház                                              | The Owl House                            | Amity Blight (hangja)                                    | főszereplő                                                                  |
| 2020      |                                                          | American Experience                      | egyéb szereplők hangja                                   | 1 epizód                                                                    |
| 2020      | Legyőzhetetlen                                           | Invincible                               | Connie / War Woman II / Modell (hangja)                  | - 1 epizód - magyar hangja: - Fábián Nikolett (Connie) - Nagy Edit (Modell) |
| 2020–2022 | Kíváncsi Doug                                            | Doug Unplugs                             | Becky Bot (hangja)                                       | főszereplő                                                                  |
| 2023      | Itt fenn                                                 | Up Here                                  | Lindsay                                                  | főszereplő                                                                  |
| 2023      | Koponya-sziget                                           | Skull Island                             | Annie (hangja)                                           | - főszereplő - magyar hangja: - Laudon Andrea                               |
| 2023      | Scott Pilgrim rákapcsol                                  | Scott Pilgrim Takes Off                  | Roxanne "Roxie" Richter (hangja)                         | 8 epizód                                                                    |

## Fordítás
- Ez a szócikk részben vagy egészben  a   Mae Whitman című angol Wikipédia-szócikk ezen változatának fordításán alapul.  Az eredeti cikk szerkesztőit annak laptörténete sorolja fel. Ez a jelzés csupán a megfogalmazás eredetét és a szerzői jogokat jelzi, nem szolgál a cikkben szereplő információk forrásmegjelöléseként.